# Coco Mbassi
Pour les articles homonymes, voir Mbassi.
 (juin 2025).
Il peut être nécessaire de l'améliorer pour respecter le principe de neutralité de point de vue. Veuillez consulter la page de discussion pour plus de détails.

Coco Mbassi, de son vrai nom Constance Mbassi Manga, est une musicienne et chanteuse franco-camerounaise née le 28 février 1969 à Paris en France. Elle est docteure en sociolinguistique depuis 2022.

## Biographie

### Enfance, éducation et débuts
Coco Mbassi naît le 28 février 1969 dans le quatorzième arrondissement de Paris. Ses parents, tous deux Camerounais étaient installés en France où ils terminaient leurs études. À l'âge de 9 mois, elle retourne au Cameroun où elle est inscrite à la maternelle puis elle suit son cycle primaire à l’École internationale de Yaoundé. Elle obtient son Certificat d’études primaires (CEP) à l’âge de 9 ans, puis son BEPC à l’âge de 12 ans au Collège bilingue d'application,.  En 1983, ses parents la renvoient en France afin qu'elle y poursuive ses études secondaires.

### Carrière
Coco Mbassi commence sa carrière dans la musique comme choriste en 1989 avec l'artiste camerounais Toto Guillaume qui l'invite pour un essai sur un album dont il s'occupe des arrangements. En 1990, elle rejoint la chorale franco-africaine Les Chérubins de Georges Seba. Elle accompagne en tant que choriste de nombreux artistes parmi lesquels : Salif Keita, Alaji Touré, Florent Pagny, Manu Dibango, Oumou Sangaré, Dee Dee Bridgewater, Maurane, Jocelyne Béroard (chanteuse antillaise, membre du groupe Kassav), le pianiste Ray Lema, et les groupes Touré Kunda et Sixun,,. Elle est choriste sur l'Album live Concert chez Harry de Nino Ferrer. Après une dizaine d’années en tant que choriste, elle se fait connaitre lorsqu'elle remporte le Prix Découvertes RFI en novembre 1996, avec le titre Muengue Mwa Ndolo. Le prix lui permet de faire une tournée internationale.
Après son prix, Coco Mbassi  a cependant du mal à trouver une maison de disque. Son premier album Sepia sort 5 ans plus tard en 2001 sous le label allemand Tropical Music. Cet album de 14 titres qu'elle co-produit avec feu Serge Ngando, son mari, décédé en 2022, connaît un grand succès et lui permet de remporter le Prix des critiques des musiques du monde en Allemagne et d'être nommée aux BBC World Music Awards.  
Son second album Siséa  de 14 titres, sort le 20 octobre 2003.
Onze ans après la sortie de son second album, Coco Mbassi revient sur la scène musicale en 2014 avec un troisième album baptisé Jóa sous le label Conserprod, une structure indépendante qu'elle a créé avec son époux Serge Ngando Mpondo. L'album compte 12 titres.
Coco Mbassi sort en octobre 2014 un troisième album intitulé Jóa.
L'artiste écrit sa première comédie musicale intitulée Haendel on the Estate en 2018 et 3 représentations sont données à Ovalhouse Theatre à Londres en février 2019.
Passionnée de polyphonies et polyrythmes d'inspiration africaine, Coco Mbassi sort un projet intitulé Ashuka Series Vol. 1 le 14 décembre 2020 sous son label Unbounded Arts Ltd.
Elle sortira également un EP intitulé 'ELA" le 21 avril 2023. Celui-ci annonce la préparation de son prochain album prévu entre fin 2024 et le premier trimestre 2025.

### Vie privée
Coco Mbassi a été mariée à Serge Ngando-Mpondo, bassiste guitariste d'origine camerounaise de 1994 à 2020 ; elle est mère de deux garçons. Elle réside en Grande-Bretagne avec sa famille depuis 2003 où elle exerce les activités de professeur de chant, traductrice et auteure de divers ouvrages y compris des contes pour enfants. Son premier livre pour enfants intitulé Little Ngando The Seaweed Eater, en français, P'tit Ngando le mangeur d'algues est sorti en 2008. 
Elle est titulaire d'une maîtrise en sociolinguistique de Kings College London,. En 2022, elle obtient un doctorat en sociolinguistique à l'Université de Lancaster en Angleterre,. 

## Discographie

### DVD
- 2005: Coco Mbassi Tour (Live DVD)

## Prix et récompenses
- 1996: Prix Découvertes RFI
- 2001: Prix du meilleur album de musiques du monde en Allemagne en 2001
- 2002: Nommée aux BBC World Music Awards